# Ніколає Векерою
Ніколае Векерою (рум. Nicolae Văcăroiu; нар. 5 грудня 1943, місто Четатя-Альба (нині м. Білгород-Дністровський, Україна) — румунський політик, член Соціал-демократичної партії Румунії та 3-й Прем'єр-міністрів Румунії (1992-1996).
До румунської революції 1989 року працював у «Комітеті державного планування» разом з Теодором Столожаном.
Голова Сенату Румунії протягом майже восьми років (15 грудня 2000 — 30 листопада 2004 та 19 грудня 2004 — 14 жовтня 2008).
Виконувач обов'язків президента з 20 квітня по 23 травня 2007 року. Під час виконання обов'язків президента, Векера, відповідно до Конституції Румунії, міг виконувати всі обов'язки президента окрім трьох: він не міг розпускати парламент, він не міг звернутися до парламенту та не міг організовувати референдум.
З 14 жовтня 2008 очолює Рахункову палату Румунії.